# شبحة عملاقة
شبحة عملاقة (الاسم العلمي:Phasma gigas) (بالإنجليزية: Giant Stick Insect)‏ هي نوع من الحشرات تتبع جنس الشبحة من فصيلة الشبحات.